# Hexà
L'hexà és un hidrocarbur saturat lineal de la família dels alcans amb fórmula molecular {\displaystyle {\ce {C6H14}}}. Es tracta d'un líquid incolor, inflamable i amb una olor característica als dissolvents. Es barreja fàcilment amb els dissolvents orgànics apolars, però també en etanol.

## Ús
L'hexà s'utilitza com a dissolvent per a algunes pintures i processos químics.